# سیران‌تپه (متروی استانبول)
سیران‌تِپِه (انگلیسی: Seyrantepe) یکی از ایستگاه‌های خط ام۲ (متروی استانبول) و اف۳ (قطار کابلی) در استانبول، ترکیه است.
این ایستگاه که در منطقه ساری‌یر قرار دارد در سال ۲۰۱۰ تأسیس شده‌است.